# Pišpek (Baranjska županija, Mađarska)
Pišpek (mađ. Püspökbóly) je zaselak u južnoj Mađarskoj.

## Zemljopisni položaj
Nalazi se na 45° 48' 19" sjeverne zemljopisne širine i 18° 26' 16" istočne zemljopisne dužine, 100 m od najbliže granice s Republikom Hrvatskom, a zapravo je s tri strane okruženo teritorijem RH. Breme, kojem upravno pripada se nalazi neposredno jugozapadno. Kuće u Pišpeku se nalaze 1 km sjeveroistočno od najbližih kuća u Brimenu, cestom sjeverno iza Bremenskog brda.

## Upravna organizacija
Upravno pripada velikom selu Bremenu u Šikloškoj mikroregiji u Baranjskoj županiji. Poštanski broj je 7827.

## Stanovništvo
2001. je u Pišpeku živjelo 212 stanovnika.

## Vanjske poveznice
- Terkepcentrum  Arhivirana inačica izvorne stranice od 5. ožujka 2021. (Wayback Machine) Plan sela
- Pišpek na fallingrain.com